# Balkh (tỉnh)
Balkh (tiếng Ba Tư: / Pashto: بلخ) là một trong ba mươi bốn tỉnh của Afghanistan. Tỉnh này nằm ở phía bắc của đất nước và tên của nó xuất phát từ thành phố cổ Balkh, gần thị trấn hiện đại. Thủ phủ là Mazar-e Sharif.
Tỉnh Balkh nằm ở phía bắc của Afghanistan, giáp tỉnh Surxondaryo của Uzbekistan ở phía bắc, tỉnh Khatlon của Tajikistan ở Đông Bắc, tỉnh Kunduz ở miền Đông, tỉnh Samangan ở đông nam, tỉnh Sar-e Pol ở tây nam và tỉnh Jowzjan ở phía tây. Tỉnh này có diện tích 16.840 km2. Gần một nửa của tỉnh là miền núi, địa hình miền bán sơn địa (48,7%) trong khi một nửa diện tích (50,2%) được tạo thành từ đất bằng phẳng. 
Tỉnh có tổng dân số 1.123.948 người. Các nhóm dân tộc chủ yếu sống ở tỉnh Balkh là người Tajik và Pashtoons tiếp theo là người Uzbek, người Hazaras, người Thổ Nhĩ Kỳ, Ả Rập và Baluch. Các ngôn ngữ Dari nói là tiếng Ba Tư (50%), tiếng Pashto (27%), tiếng Turkmenistan (11,9%) và Tiếng Uzbek (10,7%). [1]. Người Tajik là dân bản địa của Balkh vì chúng là con cháu của những người bản xứ Bactria của Bactria.